# Aeroportul Nacala
Aeroportul Nacala (IATA: MNC, ICAO: FQNC) este un aeroport din Nacala, Provincia Nampula, Mozambic ce deservește zona Nacala. A fost numit după zona deservită.
Situat la o altitudine de 125 m, aeroportul dispune de 1 pistă. Este operat de Aeroportos de Moçambique, E.P.⁠(d).

## Infrastructură

### Piste
Aeroportul dispune de o singură pistă. Pista 02/20 are dimensiunile 2.500 m × 45 m. 